# Army of Me (utwór)
Army of Me – piosenka dance-popowa pochodząca z siódmego studyjnego albumu amerykańskiej wokalistki Christiny Aguilery zatytułowanego Lotus (2012). Utwór został napisany przez Aguilerę, Jamiego Hartmana, Davida Glassa i Phila Bentleya oraz wyprodukowany przez Hartmana[A] i duet Tracklacers. Wykonawczyni okrzyknęła kompozycję jako zmodernizowaną wersję swojego przeboju „Fighter” z 2003 roku, nadając jej zresztą sugestywny podtytuł „Fighter 2.0".
„Army of Me” spotkał się z uznaniem wśród krytyków muzycznych. Recenzenci podsumowali piosenkę jako chwytliwy i mocny materiał na potencjalny singel. Poza przebojowością dodatnio został oceniony wzmacniający charakter utworu oraz odwołanie do empowermentu i znajdowania w sobie siły. Głosy niektórych dziennikarzy mówiły o „Army of Me” jako o „gniewnej” kompozycji, inne chwaliły taneczny beat i produkcję piosenki. Aguilera wykonała utwór na gali wręczenia nagród American Music Awards w listopadzie 2012. Występ pozytywnie podsumowano jako „interesujący” i „pokrętny”. Cover piosenki nagrała amerykańska artystka Anastacia. Jej wersja wydana została na singlu w październiku 2015 roku.

## Informacje o utworze
Istnieje nowe pokolenie moich fanów o młodszym profilu demograficznym. Mogli oni nie być ze mną przez całą drogę mojej kariery, a zapoznać się ze mną poprzez oglądanie programu telewizyjnego, w którym występuję (The Voice – przyp.). Wierzę, że każde pokolenie powinno móc cieszyć się moją muzyką i mieć w sobie cząstkę 'Fightera'

Pracując nad siódmym albumem studyjnym, Aguilera napisała piosenkę „Army of Me”, którą określiła później jako zmodernizowaną wersję swojego przebojowego singla „Fighter”, wydanego w 2003 roku. W komponowaniu piosenki wokalistce pomogli Jamie Hartman, David Glass i Phil Bentley. Nad produkcją utworu pieczę sprawowali członkowie brytyjskiego duetu Tracklacers – Steve Daly i Jon Keep; Hartman zajął się także koprodukcją. Aguilera nagrała „Army of Me” jako utwór dedykowany młodszemu pokoleniu fanów, które może kojarzyć ją tylko z uczestnictwa w charakterze jurorki w talent show NBC The Voice. „To moja szansa, by ponownie się naładować i odmłodzić oraz zrobić coś wznowionego dla wszystkich tych sześciolatków, które znają mnie z naciskania guzika i obracania się w wielkim czerwonym krześle (w programie The Voice – przyp.)”, wyznała Aguilera, wypowiadając się w sprawie „Army of Me” i jego hołdowania młodszych odbiorców. Piosenka została potwierdzona przez wykonawczynię jako materiał albumowy pod koniec września 2012 roku w wywiadzie dla magazynu Billboard. W tym właśnie wywiadzie artystka nadała utworowi sugestywny podtytuł „Fighter 2.0"; wkrótce i jej fani zaczęli korzystać z tej formy.
Utwór powstał w 2012 roku, nagrywano go w Henson Recording Studios w Hollywood oraz Radley Studios w Los Angeles. Wokale Aguilery zarejestrowano w The Red Lips Room, osobistej pracowni artystki w jej posiadłości w Beverly Hills. „Army of Me” jest zasadniczo dance-popową kompozycją, którą określono jako czerpiący z electropopu, zabarwiony pop rockiem hymn. Na warstwę melodyjną utworu składają się wysokiego tempa dyskotekowy, bębnowy beat oraz dźwięki gitar. Wzmacniający, podnoszący na duchu tekst piosenki nawiązuje do empowermentu, tak samo jak „Fighter” i wiele innych kompozycji Aguilery. Podmiot liryczny staje w obliczu dawnych przeciwników; Aguilera śpiewa, że jest silna, odporna i zdeterminowana. W pewnym momencie piosenki pyta: „Więc jak się czujesz, wiedząc, że odniosłam zwycięstwo; że mogę cię pokonać?”. Podczas refrenu wyśpiewuje, jak wiele ma stron: stała się „mądrzejsza”, „silniejsza”, „bardziej wojownicza”. Deklaruje, że „posiada tysiąc twarzy”, i że „wstanie za każdym razem, gdy ktoś spróbuje ją złamać”. W wywiadzie udzielonym na łamach czasopisma The Advocate Aguilera zadeklarowała, że „Army of Me” jest nagraniem skierowanym do społeczności LGBT, „napisanym dla ludzi, którzy czują się nierozumiani lub nie wpisują się w kanon obowiązujących norm, a zasługują na prawo głosu”.

### Obecność w kulturze masowej
W grudniu 2012 łyżwiarz figurowy Johnny Weir gościł w studio programu NBC The Today Show. Pojawił się na studyjnym lodowisku i wystąpił przed publicznością przy utworze „Army of Me”. W listopadzie 2014 piosenka została wykonana przez wokalistkę Ełenę Risteską podczas jednego z nadawanych na żywo odcinków serbskiego programu telewizyjnego Tvoje lice zvuči poznato (Your Face Sounds Familiar). Występ Risteskiej stanowił dokładne odwzorowanie koncertu Aguilery w trakcie gali 2012 American Music Awards. W 2015 roku cover utworu nagrała amerykańska piosenkarka Anastacia. Nagranie znalazło się na albumie z jej największymi przebojami, zatytułowanym Ultimate Collection. Wiosną 2016 roku kompozycja uwzględniona została na playliście sporządzonej przez kandydującą na stanowisko prezydenckie byłą sekretarz stanu USA Hillary Clinton. Za pośrednictwem serwisu Spotify Clinton skompilowała playlistę trzydziestu utworów muzycznych; wykonawcą każdej z piosenek został artysta mocno zaangażowany w działalność społeczną. 6 czerwca 2016 odbył się koncert zorganizowany przez komitet Hillary Victory Fund. Wzięli w nim udział wspierani przez Hilton piosenkarze.

## Opinie
W marcu 2014 roku serwis top50songs.org podał, że internauci uznają „Army of Me” za jedną z piętnastu najlepszych piosenek w karierze Aguilery.

### Recenzje
Piosenka spotkała się z pozytywnym przyjęciem krytyków muzycznych, którzy wydali jej pozytywne recenzje. Stephen Thomas Erlewine, pamflecista serwisu internetowego AllMusic, wyróżnił „Army of Me” tytułem jednego z najlepszych utworów na albumie Aguilery Lotus. Andrew Hampp zapowiedział czytelnikom magazynu Billboard: „spodziewajcie się, że ten kawałek zostanie wyłoniony na kolejny singel Aguilery naprawdę niedługo”. Chris Younie z witryny 4music.com zauważył: „Ten utwór to swego rodzaju wściekły pop, za który Kelly Clarkson dałaby sobie uciąć rękę. Jeśli lubisz ‘Fighter’ Christiny Aguilery, pokochasz również 'Army of Me'”. Annie Zaleski, dziennikarka pracująca dla magazynu rozrywkowego The A.V. Club, nazwała utwór „wzmacniającym, parkietowym hymnem, w którym wykonawczyni odgrywa rolę pyskatej techno divy”. Zdaniem Sarah Rodman (The Boston Globe), „Army of Me” to „taniec gniewu, w którym Aguilera łączy style Glorii Gaynor i Depeche Mode”. Matthew Horton (Virgin Media) napisał, że „'Army of Me’ przybiera formę sequelu ‘Fightera’, zapowiadając wojnę przy pomocy potężnego, pulsującego beatu muzyki eurodance”. Recenzent strony 411mania.com Jeremy Thomas oświadczył, że „jest to piosenka dotycząca triumfu i wysokiej próby dance-popowa produkcja sprawia, iż jest chwytliwa; możemy niemal zagwarantować, że utwór zostanie singlowym wydawnictwem”. Melinda Newman, dziennikarka pisząca dla witryny HitFix.com, nazwała utwór odważnym, choć mało oryginalnym. W swojej recenzji dla Idolatora Mike Wass wyraził opinię, jakoby „Army of Me” pasował do konwencji szóstego studyjnego albumu Aguilery Bionic (2010). Wass dodał, że piosenka nabiera formę „rzadkiej electro-mantry”, w której wokalistka „mocno koncentruje się na wokalach”. W swym omówieniu dziennikarz Josep Vinaixa pisał o „Army of Me”: „Utwór, który, bez wątpienia, zostanie nowym ‘Fighterem’, uderza szczególną melodią i dance-popową produkcją. Piosenka jest bardzo przemyślanie zaaranżowana, zaś Christina – jak już wyznała – ma nadzieję, że stanie się inspiracją dla nowej generacji młodych artystów (...)”. Jak wielu recenzentów, także Kitty Empire z angielskiego tygodnika The Observer zauważyła pokrewność między przebojem „Fighter” a „Army of Me”. Empire uznała również, że piosenka islandzkiej artystki Björk o tym samym tytule, wydana na singlu w 1995, znacznie wpłynęła na brzmienie kompozycji Aguilery, ze względu na swoje „emocjonalne terytorium”. Dziennikarka zsumowała utwór jako „dynamicznego kolosa”. Melissa Maerz (Entertainment Weekly) doceniła „Army of Me”, wskazując go jako „jeden z wielu grzmiących hymnów empowermentu na Lotusie”. Redaktorzy strony maximumpop.co.uk okrzyknęli piosenkę jako materiał singlowy. Michael Gallucci z serwisu PopCrush.com nie odebrał utworu równie ciepło, co inni krytycy. Jego zdaniem, „Army of Me” to dyskotekowa piosenka na miarę Cher, w której Aguilera „przepracowuje swoje gardło”, a która „zdaje się nie posiadać tych samych priorytetów, co dokonania Cher”.

## Promocja
Po raz pierwszy Aguilera wystąpiła z piosenką w trakcie 40. gali wręczenia nagród American Music Awards. Koncert odbył się w Nokia Theatre w Los Angeles 18 listopada 2012 roku, był to medley składający się z trzech utworów pochodzących z płyty Lotus, także z „Lotus Intro” oraz „Let There Be Love”. Na temat planowanego występu informowano już miesiąc wcześniej, 9 października, a Aguilera była pierwszym wykonawcą, który został potwierdzony jako gość ceremonii. Aguilera wypowiedziała się zaradnie na temat szykowanego koncertu w wywiadzie dla MTV News:

Występ planuję jako bardzo ekscytujący. Niewątpliwie będzie stanowił odzwierciedlenie tego, co „Lotus” znaczy dla mnie. (...) Nie mogę wiele zdradzić na temat piosenek, ale wybrane utwory na pewno będą doskonale reprezentować ton albumu, ponieważ jest on wielowarstwowy. „Your Body” nie jest jedynym odcieniem krążka.

Występ charakteryzował się brawurową choreografią oraz urozmaiconymi kostiumami. Tancerze otaczający śpiewającą Aguilerę nosili na głowach worki podpisane słowami „odmieniec” czy „królowa”. Obszerna grupa tancerzy gromadziła między innymi drag queens, kulturystkę oraz mężczyzn odzianych w skórę i lateks. Bruna Nessif rekomendowała odbiorcom internetowego magazynu E! Online show, który określiła jako interesujący. Leah Simpson (Daily Mail) napisała, że swoim wykonaniem Aguilera dokonała „seksownego zakrętu na patriotyzm”. Sam Lansky, redaktor serwisu Idolator, wyznaczył występ Aguilery jako jeden z najlepszych momentów gali American Music Awards. Koncert nazwał „geniuszem kampu”.

## Twórcy
- Główne wokale: Christina Aguilera
- Producent: Steve Daly, Jon Keep (Tracklacers), Jamie Hartman[A]
- Autor: Christina Aguilera, Jamie Hartman, David Glass, Phil Bentley
- Programming: Steve Daly, John Keep
- Aranżacja: Jamie Hartman
- Nagrywanie: Justin Stanley
- Nagrywanie wokalu: Oscar Ramirez

## Pozycje na listach przebojów
| Kraj             | Notowanie (2012) | Wydawca    | Najwyższa pozycja |
| ---------------- | ---------------- | ---------- | ----------------- |
| Korea Południowa | Top 100 Singles  | Gaon Chart | 103               |

## Wersja Anastacii
W 2015 roku amerykańska artystka Anastacia nagrała własną wersję piosenki. Znalazła się ona na drugim albumie z największymi przebojami wokalistki, Ultimate Collection, wydanym 6 listopada 2015. „Army of Me” był drugim utworem promującym ten krążek; premiera singla odbyła się 23 października 2015. Dwa dni później, 25 października, cover miał swoją premierę w brytyjskim radiu – został nadany w audycji BBC Radio 2 pt. Weekend Wogan.

### Historia wydania
| Region          | Data                 | Format           | Wytwórnia                |
| --------------- | -------------------- | ---------------- | ------------------------ |
| Świat           | 23 października 2015 | digital download | Sony Music Entertainment |
| Wielka Brytania | 25 października 2015 | airplay          | Sony Music Entertainment |